# Televisión Nacional del Uruguay
Dirección Nacional de Televisión es la división del Servicio de Comunicación Audiovisual Nacional encargada de dirigir la televisión pública de Uruguay.

## Creación
El Servicio de Televisión Nacional de Uruguay es creado en 1955 con la intención de crear el primer canal de televisión de Uruguay, pero por razones burocráticas fue el último. Para su creación el entonces se designó una comisión especial, la cual fue integrada por Justino Zavala Carvalho, Hugo Balzo, Francisco Espínola, Lauro Ayestarán, Osiris Rodríguez Castillo y Diego Errandonea. En sus inicios, este organismo formaba parte del Servicio Oficial de Difusión, Radiotelevision y Espectáculos, de quien dependió hasta 2002.
En 1963, el Consejo Directivo del SODRE, bajo la presidencia de Irene Ramírez García Morales y luego de diferentes pruebas Experimentales inician las primeras emisiones del Canal 5 SODRE. En la misma, participaron las autoridades del Consejo Nacional de Gobierno, el ministro de Instrucción Pública, Juan Pivel Devoto, como también su director Justino Zavala. 
Tanto Zavala, como Juan Pivel Devoto y Irene Ramírez fueron de gran importancia en la labor para que finalmente se concretará la idea de  contar con un canal estatal, el que había sido creado legalmente en 1955. Se dice que ambos debieron enfrentar la oposición de los canales comerciales, así como de la Asociación Nacional de Broadcasters Uruguayos, contrarios a la idea de la existencia de canal público.   
El 15 de agosto de 1969 sale al aire por primera vez, la segunda señal de televisión nacional, el Canal 8, que había sido impulsado por alumnos de la Escuela Técnica de Melo. Para garantizar su cobertura a nivel nacional como canal público, Television Nacional junto con el SODRE instaló antenas repetidoras a lo largo del territorio nacional, para su amplia recepción. 
El primer director fue Justino Zavala hasta el 3 de enero de 1968, año en cual el Gobierno de Jorge Pacheco lo destituye y los canales 5 y 8 son intervenidos por el gobierno.
En febrero de 1973, meses antes del golpe de Estado, la División I del Ejército Nacional toma los estudios centrales de Canal 5 y emite un comunicado desconociendo la autoridad del Ministerio de Defensa. Cabe destacar que una vez producido el Golpe, el canal sería intervenido nuevamente.
En los años en que se intervino tanto el Sodre, como la dirección de televisión nacional, se proyecto concretar un sistema público de televisión nacional, con señales regionales en todo el territorio nacional. Finalmente dicho proyecto no se concretaría, dejando lugar a que los medios privados creen un proyecto similar, la Red de Televisión. A comienzo de los 80, las señalas 5 y 8 comienzan a transmitir en color. 

### 2002-presente
En 2002 mediante la Ley N° 17.556 el Servicio de Televisión Nacional del SODRE deja de pertenecer al Consejo Directivo del Sodre, creándose la Dirección de Televisión Nacional para dicho fin, la cual dependió directamente del Ministerio de Educación y Cultura. 
En 2015 la Dirección Nacional de Televisión comienza a formar parte del recientemente creado Servicio de Comunicación Audiovisual Nacional.

## Medios
|                        | Canal 5                     | generalista y nacional | 19 de junio de 1963 |
| Canal 8                | generalista y local         | 14 de agosto de 1969   |                     |
| Portal Medios Públicos | portal nacional de noticias | 2013                   |                     |

## Autoridades
En marzo de 2025 Erika Hoffmann fue designada como la nueva directora general, quien además ejercerá la presidencia del SECAN.

### Informativos de Televisión Nacional
La Dirección de Informativos está a cargo del director de contenidos informativos del SECAN, está dirección tiene como cometido gestionar y realizar las ediciones informativas de este servicio, como también del de radiodifusión. Desde marzo de 2025, el periodista Sergio Silvestri, es el encargado de esta dirección.

## Estudios

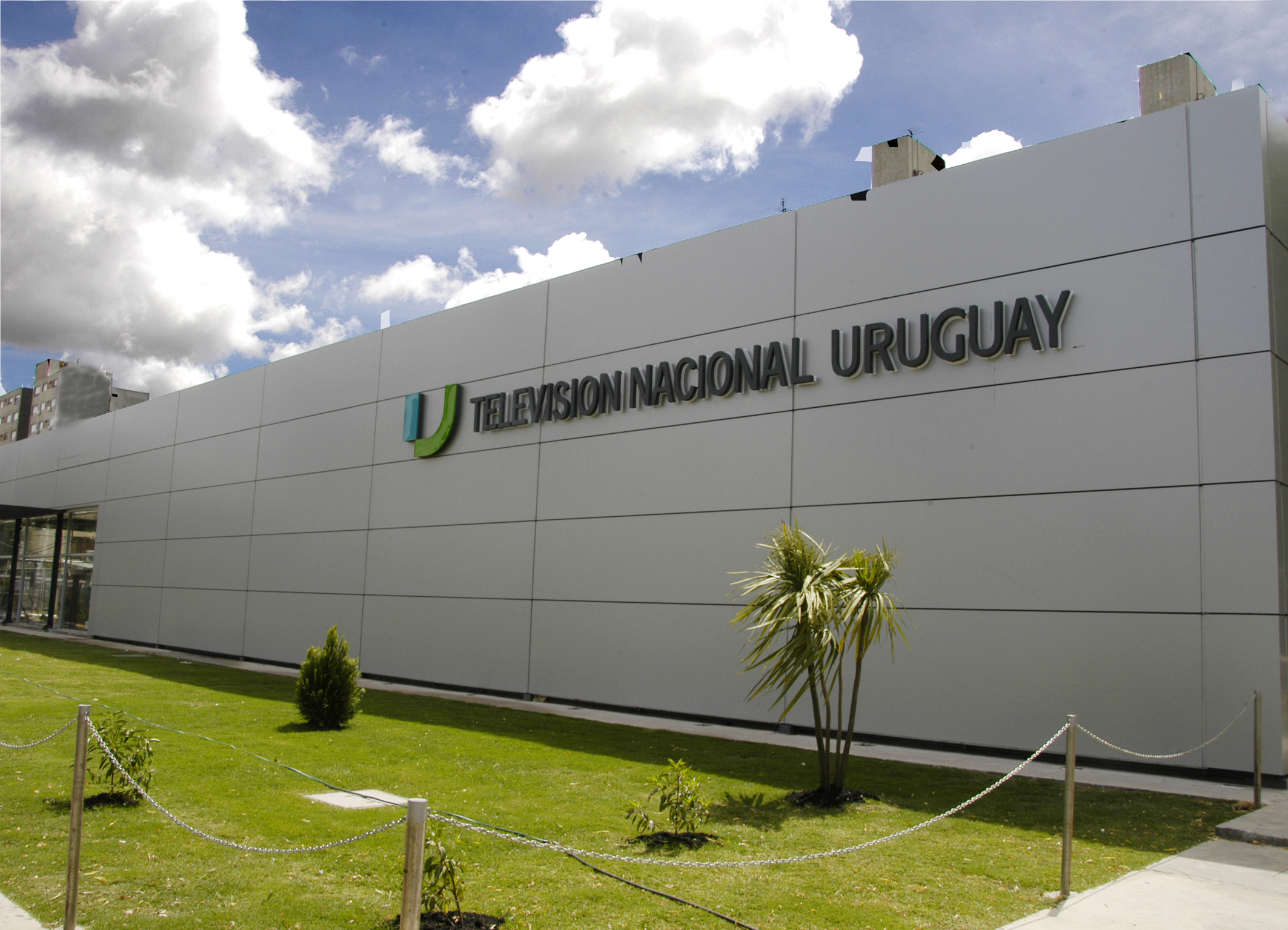
Estudios de Canal 5.

Los principales estudios de Canal 5 se encuentran Bulevar Artigas 2552 Barrio La Blanqueada en Montevideo. Estos fueron reconstruidos entre 2005 y 2009, luego de un grave incendio. 
A su vez, cuenta con estudios en la ciudad Melo, los cuales eran utilizados y pertenecen al Canal 8. Estos se encuentran en proceso de actualización para su uso.

## Directores
Desde su creación, las autoridades de la Dirección de Televisión Nacional han actuado también como directivos de Canal 5.
Hasta 2000, los directores de televisión nacional, dependían del Consejo Directivo del SODRE. Desde ese año, pasó a ser una dirección dentro del Ministerio de Educación y Cultura, hasta que en 2017 comenzó a ser una dirección dependiente del Servicio de Comunicación Audiovisual Nacional.
| Nombre                  | Cargo     | Designado                                                                          | Mandato     |
| ----------------------- | --------- | ---------------------------------------------------------------------------------- | ----------- |
| Justino Zavala Carvalho | Director  | Consejo Directivo del Servicio Oficial de Difusión Radio Eléctrica                 | 1955 - 1968 |
| Rúben Rodríguez         | Director  | Intervención                                                                       | 1968 - 1972 |
|                         | Director  |                                                                                    | 1972 - 1973 |
|                         | Director  | Intervención                                                                       | 1973 - 1985 |
| Carlos Maggi            | Director  | Consejo Directivo del Servicio Oficial de Difusión, Radiotelevision y Espectáculos | 1985 - 1985 |
|                         | Director  | Consejo Directivo del Servicio Oficial de Difusión, Radiotelevision y Espectáculos | 1985 - 1990 |
| Víctor Bjorgan Barrios  | Director  | Consejo Directivo del Servicio Oficial de Difusión, Radiotelevision y Espectáculos | 1992 - 1995 |
| Julio Frade             | Director  | Consejo Directivo del Servicio Oficial de Difusión, Radiotelevision y Espectáculos | 1995 - 2000 |
| Claudio Rama Vitale     | Director  | Ministerio de Educación y Cultura                                                  | 2000 - 2003 |
| Ramiro Rodríguez        | Director  | Ministerio de Educación y Cultura                                                  | 2003 - 2005 |
| Sonia Breccia           | Director  | Ministerio de Educación y Cultura                                                  | 2005 - 2009 |
| Claudio Invernizzi      | Director  | Ministerio de Educación y Cultura                                                  | 2009 - 2010 |
| Virginia Martínez       | Director  | Servicio de Comunicación Audiovisual Nacional                                      | 2010 - 2015 |
| Joaquín Costanzo        | Director  | Servicio de Comunicación Audiovisual Nacional                                      | 2015 - 2016 |
| Adriana González        | Director  | Servicio de Comunicación Audiovisual Nacional                                      | 2016 - 2017 |
| Ernesto Kreimerman      | Director  | Servicio de Comunicación Audiovisual Nacional                                      | 2017 - 2020 |
| Gerardo Sotelo          | Director  | Servicio de Comunicación Audiovisual Nacional                                      | 2020 - 2024 |
| Carlos Muñoz            | Director  | Servicio de Comunicación Audiovisual Nacional                                      | 2024 - 2025 |
| Erika Hoffmann          | Directora | Servicio de Comunicación Audiovisual Nacional                                      | 2025        |